# Black Kat Kustoms
Black Kat Kustoms est une marque de prêt à porter créée par le chanteur de Social Distortion Mike Ness en 2003.

## Histoire
La marque de vêtements se base sur le monde de la Kustom Kulture, de la culture biker et Hot rod. Chaque motif de la marque est créé par Mike Ness en personne.
Ness déclara dans une interview qu'il "voulait créer des t-shirt de voiture kustom, de hot rod et de chopper comme ca il aurait quelque chose de cool à porter".
Une partie du magasin où sont vendus les vêtements est réservé à Mike et Donnie pour travailler sur leurs voitures, qu'ils vendent occasionnellement.